# Hannah Montana – A film
A Hannah Montana – A film (eredeti cím: Hannah Montana - The Movie) 2009-ben bemutatott amerikai filmvígjáték. A film a Hannah Montana sorozat alapján készült. Jelölései közül 2009-ben MTV Movie Awards, Teen Choice Awards, American Music Awards díjakat nyerte meg.

## Cselekmény
A filmben Hannah/Miley ellátogat szülővárosába Tennessee-be, a nagymamája, Ruby születésnapjára. Miley-ként segít megmenteni Crowley Corners-t, hogy azokon a telkeken ne építsenek bevásárlóközpontot. Eközben egy újságíró, Oswald megpróbálja lebuktatni Hannah titkát. Miley randizik gyerekkori barátjával, Travis Brody-val, ez rosszul sül el. Később Hannah koncertet ad, hogy pénzt szerezzen Crowley Corners megmentésére, a koncert közben leveszi a parókáját, és kiderül, hogy ő igazából Miley.

## Szereplők
| Karakter                     | Színész         | Magyar hang          |
| ---------------------------- | --------------- | -------------------- |
| Miley Stewart/Hannah Montana | Miley Cyrus     | Csifó Dorina         |
| Robbie Ray Stewart           | Billy Ray Cyrus | Csík Csaba Krisztián |
| Jackson Rod Stewart          | Jason Earles    | Heisz Krisztián      |
| Rico                         | Moisés Arias    | Czető Ádám           |
| Oliver Oken                  | Mitchel Musso   | Baráth István        |
| Lilly Truscott               | Emily Osment    | Kardos Eszter        |

## Filmzene
1. Miley Cyrus & Billy Ray Cyrus – "Butterfly Fly Away"
2. Steve Rushton – "Game Over"
3. Taylor Swift – "Crazier"
4. Miley Cyrus – "Let's Get Crazy"
5. Miley Cyrus – "The Good Life"
6. Billy Ray Cyrus – "Back To Tennessee"
7. Miley Cyrus – "You'll Always Find Your Way Back Home"
8. Miley Cyrus – "The Best Of Both Worlds"
9. Miley Cyrus – "What's Not To Like"
10. Miley Cyrus – "Spotlight"
11. Miley Cyrus – "Let's Do This"
12. Miley Cyrus – "Dream"
13. Miley Cyrus – "Don't Walk Away"
14. Rascal Flatts – "Backwards"
15. Rascal Flatts – "Bless The Broken Road"
16. Miley Cyrus – "The Climb"
17. Miley Cyrus – "Hoedown Throwdown"
18. Steve Rushton – "Everything I Want"
19. Hampton the Hampster – "The Hampster Dance Song"

## Díjak, jelölések
| Év   | Díj                   | Kategória                         | Jelölt                             | Eredmény |
| ---- | --------------------- | --------------------------------- | ---------------------------------- | -------- |
| 2010 | Grammy-díj            | Legjobb dal                       | Jessi Alexander Jon Mabe The Climb | Jelölve  |
| 2010 | Blimp Award           | Kedvenc filmszínésznő             | Miley Cyrus                        | Elnyerte |
| 2010 | People's Choice Award | Kedvenc családi mozi              |                                    | Jelölve  |
| 2010 | Razzie Award          | Legrosszabb férfi mellékszereplő  | Billy Ray Cyrus                    | Elnyerte |
| 2010 | Razzie Award          | Legrosszabb színésznő             | Miley Cyrus                        | Elnyerte |
| 2009 | MTV Movie Award       | Legjobb filmdal                   | Miley Cyrus The Climb              | Elnyerte |
| 2009 | MTV Movie Award       | Áttörő női alakítás               | Miley Cyrus                        | Jelölve  |
| 2009 | Teen Choice Award     | Choice Movie Actress: Music/Dance | Miley Cyrus                        | Elnyerte |
| 2009 | Teen Choice Award     | Choice Movie Hissy Fit            | Miley Cyrus                        | Elnyerte |
| 2009 | Teen Choice Award     | Choice Movie Actor: Music/Dance   | Jason Earles                       | Jelölve  |
| 2009 | Teen Choice Award     | Choice Movie Actor: Music/Dance   | Lucas Till                         | Jelölve  |
| 2009 | Teen Choice Award     | Choice Movie Fresh Face Female    | Emily Osment                       | Jelölve  |
| 2009 | Teen Choice Award     | Choice Movie Liplock              | Miley Cyrus Lucas Till             | Jelölve  |
| 2009 | Teen Choice Award     | Choice Movie: Music/Dance         |                                    | Jelölve  |
| 2009 | Teen Choice Award     | Choice Music Album: Soundtrack    |                                    | Jelölve  |

## Fordítás
- Ez a szócikk részben vagy egészben  a   Hannah Montana: The Movie című angol Wikipédia-szócikk fordításán alapul.  Az eredeti cikk szerkesztőit annak laptörténete sorolja fel. Ez a jelzés csupán a megfogalmazás eredetét és a szerzői jogokat jelzi, nem szolgál a cikkben szereplő információk forrásmegjelöléseként.